# Sielsowiet Bohdanówka
Sielsowiet Bohdanówka (biał. Багданаўскі сельсавет; ros. Богдановский сельсовет) – sielsowiet na Białorusi, w obwodzie brzeskim, w rejonie łuninieckim, z siedzibą w Bohdanówce.
Według spisu z 2009 sielsowiet Bohdanówka zamieszkiwało 1642 osób, w tym 1632 Białorusinów (99,39%), 6 Rosjan (0,37%), 3 osoby innych narodowości i 1 osoba, która nie podała żadnej narodowości.

## Miejscowości
Do sielsowietu należy tylko jedna miejscowość - agromiasteczko Bohdanówka.